# エドワード・ズウィック
エドワード・ズウィック（Edward Zwick, 1952年10月8日 - ）は、アメリカの映画監督、製作者、脚本家。

## 人物
イリノイ州シカゴ生まれ。ハーバード大学卒業。1986年に『きのうの夜は…』で長編映画監督としてデビューした。
マーシャル・ハースコビッツと映画・テレビ製作会社「ベッドフォード・フォールズ・カンパニー」（BEDFORD FALLS COMPANY）を設立している。『恋におちたシェイクスピア』や『トラフィック』、『アイ・アム・サム』では製作として関わっている。

## フィルモグラフィー

### 映画
- Timothy and The Angel (1976) 短編映画、監督、シカゴ映画祭学生映画部門の1位を受賞
- きのうの夜は… About Last Night (1986) 監督
- グローリー Glory (1989) 監督
- フォーエバー・ロード Leaving Normal (1992) 監督
- レジェンド・オブ・フォール/果てしなき想い Legend of the Fall (1994) 監督・製作
- 戦火の勇気 Courage under Fire (1996) 監督
- マーシャル・ロー The Siege (1998) 監督・製作・脚本
- 恋におちたシェイクスピア Shakespeare in Love (1998) 製作
- 娼婦ベロニカ Dangerous Beauty (1998) 製作
- トラフィック Traffic (2000) 製作
- アイ・アム・サム I Am Sam (2001) 製作
- ケイティ Katie (2002) 製作
- テキサス・クライム・ジャンクション Lone Star State of Mind (2002) 製作総指揮
- ラスト サムライ The Last Samurai (2003) 監督・製作・脚本
- ブラッド・ダイヤモンド Blood Diamond (2006) 監督・製作
- ディファイアンス Defiance (2008) 監督・製作・脚本
- ラブ & ドラッグ Love and Other Drugs (2010) 監督・製作・脚本
- 完全なるチェックメイト Pawn Sacrifice (2014) 監督・製作
- アバウト・アレックス About Alex (2014) 製作総指揮
- バース・オブ・ネイション The Birth of a Nation (2016) 製作総指揮
- ジャック・リーチャー NEVER GO BACK Jack Reacher: Never Go Back (2016) 監督・脚本 [1]
- アメリカン・アサシン American Assassin (2017) 脚本
- 炎の裁き／疑惑の炎 Trial by Fire (2018) 監督・製作
- Billy Summers (TBA) 脚本

### テレビシリーズ
- ナイスサーティーズ Thirtysomething (1987-1991) 企画、計85話製作総指揮
- アンジェラ15歳の日々 My So-Called Life (1994-1995) 計19話製作総指揮
- Once and Again (1999-2002) 企画、計61話製作総指揮
- Away - 遠く離れて -（2020）製作総指揮、第一話監督